# Outbound Port 25 Blocking
Outbound Port 25 Blocking（アウトバウンドポート25ブロッキング、OP25B）はインターネットサービスプロバイダ（ISP）の悪意ある顧客が自前のメールサーバからスパム（いわゆる迷惑メール）を送信したり、SMTP拡大型のウイルスに感染したPCからウイルスメールが送信されることなどを防止するために、ISP側で許可した特定のサーバ以外のSMTP（通常使用されるTCPポートの25番）の送信をブロックするという対策方法である。
ボットネットを構成するコンピュータからのスパム送信や、PCから携帯キャリア宛のスパムの送信を阻止する上で効果を挙げている。一方で予告無く実施されることでISP利用者が設定を変更しなければならない、あるいは利用していた外部のメールサーバがサブミッションポート（後述）に対応しておらず送信できなくなるといった課題もある。
具体的には、ISP・A社に接続してA社以外の他のISPや、学校や勤務先、ホスティング業者などのメールサーバにアカウント（メールアドレス）を持っていたとしても、これらのメールサーバからメール送信ができなくなる。逆に、別のISP（ホテルなどでの接続サービス、海外ローミングによる接続など）からA社のメールサーバによるメール送信もできなくなる。契約や接続形態によってはA社へ接続した状態でもA社のメールサーバからメールを送信できなくなる場合がある。

## メッセージサブミッションエージェント
2007年現在、OP25Bを実施しているインターネットサービスプロバイダーでは「外部サーバへのメール送信は禁止、もしくはサブミッションポートと呼ばれるポート番号587を利用する」との対応方法が説明されている場合がある。この節では、サブミッションポートに関連しているメッセージサブミッションエージェントについて説明する。
SMTPと呼ばれるプロトコルではメッセージの伝達のみを意図した定義となっており、MTA（Message Transfer Agent）は、経由情報等の一部のメールヘッダを追加すること以外は想定されていないが、インターネットが活用され利便性を求められるようになってからは、MTAが伝達以外の処理を付与されている状態で利用されている。
そこでメールを送り出すMUA（Message User Agent、メールソフト）と、MTA間のメールの伝達を行うMTA（Message Transfer Agent）の他に、新しくMSA（Message Submission Agent）と呼ばれるMUAからのメール受付窓口（ポート番号587が予約されている）を新しく作ることがRFC2476にて提起された。
つまりMUA（メールソフト）から発信されたメールは、587番ポートを使ってMSAに送られる。MSAはメールを補完したり加工する権限を持ち、配送するかMTAにリレーする。MTAは経由情報等の一部の追加のみ行う権限を持ち、配送するか別のMTAにリレーする。といった処理区分となる。通常、送信時の認証方式の一つであるSMTP-AUTHも併用されている。
要はユーザサイドから見た場合、OP25Bを導入しているISPに接続している場合、外部（アカウントを持つ他のISPやホスティング先、学校、勤務先など）の送信サーバがポート番号587番のアクセスを提供しており、かつMUAの設定を外部利用サーバの提供者が指定するものに変更しないと、メールを送信できないことになる。
また、経由情報等の一部のメールヘッダを追加することのみ行える正常なMTAであること、サーバ自身がMTAであるかMSAであるかを識別できる情報を付与させることを条件にMUAからMTAへ、つまりポート25での通信が認められている。

## 業界での見解
JEAG(Japan Email Anti-Abuse Group)では、OP25Bワーキンググループにて「Source IP Addressが動的IP、かつ、Destination Portが25であるTCPトラフィックを遮断すること」を推奨するRecommendationを取りまとめた。
総務省は特定電子メールの送信の適正化等に関する法律に基づきスパム防止技術を取りまとめ、その中でOP25Bについて法律上「正当業務行為（違法性阻却事由あり）と解釈できる」との見解を示した。